# (19413) Grantlewis
(19413) Grantlewis (1998 FB30) – planetoida z pasa głównego asteroid okrążająca Słońce w ciągu 3,69 lat w średniej odległości 2,39 j.a. Odkryta 20 marca 1998 roku.